# Свияжская Макарьевская пустынь
Вознесе́нский Мака́рьевский монасты́рь — мужской монастырь Казанской епархии Русской православной церкви, расположен в 30 км от Казани и в 2 км от Свияжска.

## История монастыря
Основан в первой половине XVII века схимонахом Исайей из Макарьевского Унженского монастыря. Согласно церковному преданию, за два века до того преподобный Макарий Желтоводский и Унженский молился на этом месте, благодаря Бога за освобождение из казанского плена (в 1439 году). Он же завещал потомкам основать здесь монастырь, когда будет возможно.

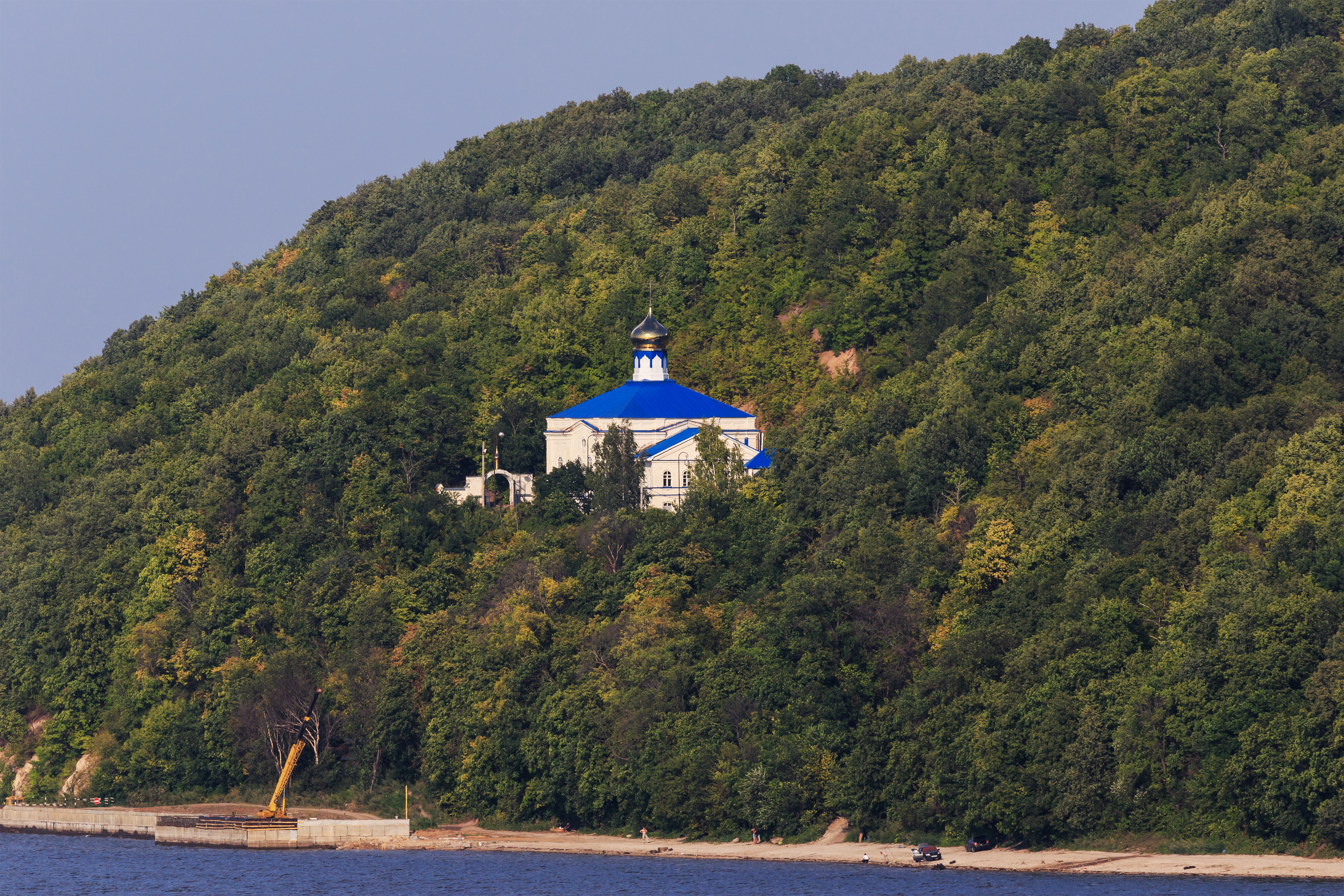
Вид из Свияжска

Макарьевская пустынь была довольно бедным монастырём. В 1764 году её формально упразднили, но в 1798 году восстановили как заштатную. В XIX веке за счёт частных пожертвований монастырь обзавёлся земельными владениями (более 300 десятин). Братия выросла с нескольких человек до 40-45 монахов и послушников. К началу XX века в обители было два каменных храма — в честь Вознесения Господня и иконы Богородицы «Всех Скорбящих Радость». В монастыре хранился древний образ преподобного Макария Унженского, принадлежавший основателю обители.
Трое последних настоятелей монастыря ныне прославлены Церковью в лике святых: преподобный Сергий, новомученик Зилантовский († 1918), преподобный Феодосий Раифский († после 1928) и преподобный Александр Санаксарский и Седмиозерный († 1961).
В 1922 году монастырь был закрыт, в 1996 году возрождён. Ансамбль его, построенный в XIX веке, сохранился хорошо (хотя старинные интерьеры утрачены). Он состоит из небольшого Вознесенского храма (1837) с 33-метровой колокольней над западным входом (1839) и храма в честь иконы Божьей Матери «Всех Скорбящих Радость» (1866). Небольшая ограда, жилые и хозяйственные корпуса относятся к той же эпохе.
Живописность монастырю придаёт его необычное расположение на обрывистом правом берегу Волги: не на вершине и не у подножия, а посредине склона, на уступе. Со всех сторон его окружает лес.
При монастыре у подножия склона находится почитаемый в народе источник святого Макария с деревянной часовней-купальней.

В 2013 году был установлен памятник основателю монастыря Макарию Желтоводскому. Высота памятника 18 м.
В 1989 году на территории тогда ещё разорённого монастыря проходили съёмки фильма «Сфинкс».
Адрес Макарьевской пустыни: 422591, Республика Татарстан, Верхнеуслонский район, посёлок Введенская слобода. Телефон: (8-279) 3-21-11. Проезд: от речного вокзала Казани до пристани «Рудник».